# Guess Things Happen That Way
«Guess Things Happen That Way» — песня, написанная Джеком Клементом и выпущенная в 1958 году американским певцом Джонни Кэшем. В качестве сингла достигла строчки № 1 в кантри- и № 11 в поп-чартах издания Billboard, а Клемент, как автор одной из самых ротируемых кантри-композиций года, получил приз BMI Country Awards. Номер также вошёл в очередной альбом Кэша — Sings the Songs That Made Him Famous (1958).

## История
Песня «Guess Things Happen That Way» рассказывала о мужчине, который с трудом пытается прийти в себя после того, как его покинула женщина — любовь всей его жизни. Герой композиции транслирует полурелигиозный взгляд на ситуацию, рассуждая, что бог послал ему девушку, чтобы она его поддерживала, но теперь оставил его одного, и поэтому герой молится, чтобы господь дал ему сил и мужества «выстоять в одиночку». Слова и музыку к произведению сочинил Джек Клемент, а первым исполнителем, записавшим и выпустившим этот номер, стал Джонни Кэш.
Версия Кэша вышла в 1958 году в качестве сингла с треком «Come In Stranger» на стороне «Б». Также она попала в очередной альбом артиста — Sings the Songs That Made Him Famous (1958). Как и другие поздние синглы Кэша на лейбле Sun Records (вроде «Ballad of a Teenage Queen» или «Ways of a Woman in Love»), песня отличалась по стилю от незамысловатых ранних номеров певца: её записывали в более продвинутой студии, стремясь к более объемному поп-звучанию, добавив больше эха, хоров, фортепиано и овердабов. Спродюсировал трек Сэм Филлипс.
Сингл «Guess Things Happen That Way» достиг позиции № 1 в кантри- и № 11 в поп-чартах журнала Billboard. На вершине кантри-хит-парадов издания песня оставалась восемь недель и стала последним из четырёх чарттопперов Кэша, вышедших на Sun Records. Клемент же, как автор одной из самых ротируемых кантри-композиций года, был удостоен награды BMI Country Awards. В том же 1958 году кантри-дуэт Homer and Jethro выпустил сингл с пародийной версией «Guess Things Happen That Way» — на музыку Клемента и с текстом собственного сочинения.
Оригинальную композицию в разные годы также записывали Джим Ривз, Чарли Прайд, Эммилу Харрис, Хэнк Уильямс-младший, Доктор Джон, Ханс Тессинк, сам Клемент и другие исполнители.

## Рецензии
Редакторы журнала Billboard охарактеризовали «Guess Things Happen That Way» как випер, которому Кэш обеспечивает мощное, полное эмоций прочтение, и оценили обе стороны сингла как сильных претендентов на успех как в поп-, так и кантри-чартах. Обозреватели издания Cash Box описали песню как ритмичный романтический випер, получивший высококлассную интерпретацию от «блестящего песенного стилиста», попутно отметив прекрасную работу певца на стороне «Б» (в треке «Come In Stranger») и великолепное вокальное-инструментальное сопровождение от аккомпанирующей группы Кэша The Tennessee Two. Синглу в целом журналисты присвоили высший рейтинг «A» («в яблочко»), назвав релиз мощным залпом из двух стволов.
Рецензент портала AllMusic Марк Деминг отметил, что глубины голоса Кэша всегда таили в себе гораздо больше, чем можно услышать при поверхностном прослушивании, и «Guess Things Happen That Way» доказывает, что певец может творить чудеса даже с самым заурядным материалом. В свою очередь музыкальный журналист Брюс Поллок, рассматривая песню в своём справочнике The Rock Song Index (1997), констатировал, что несмотря на рок-н-ролльный характер, эта среднетемповая песня Кэша о смирении с неизбежным была куда взрослее своей целевой аудитории.

## Награды
BMI Country Awards
Награда компании BMI авторам наиболее ротируемых кантри-песен года.
| Год  | Категория               | Номинанты    | Итог   | Прим. |
| ---- | ----------------------- | ------------ | ------ | ----- |
| 1958 | Citation of Achievement | Джек Клемент | Победа | [ 9 ] |

## Позиции в чартах
Еженедельные чарты
| Чарт (1958)                                                 | Высшая позиция | Прим.  |
| ----------------------------------------------------------- | -------------- | ------ |
| США, Billboard, Best Sellers in Stores                      | 11             | [ 13 ] |
| США, Billboard, Top 100                                     | 11             | [ 13 ] |
| США, Billboard, Most Played by Jockeys                      | 18             | [ 13 ] |
| США, Billboard, C&W Best Sellers in Stores                  | 1              | [ 7 ]  |
| США, Billboard, C&W Most Played by Jockeys                  | 1              | [ 7 ]  |
| США, Cash Box, Top 75 Best Selling Tunes on Records         | 24             | [ 14 ] |
| США, Cash Box, The Records Disk Jockeys Played Most         | 19             | [ 15 ] |
| США, Cash Box, The Nation’s Top Ten Juke Box Tunes          | 23             | [ 16 ] |
| США, Cash Box, Country Best Sellers                         | 1              | [ 17 ] |
| США, Cash Box, The Country Records Disk Jockeys Played Most | 1              | [ 18 ] |
| США, Cash Box, Country Big 10 Juke Box Tunes                | 1              | [ 17 ] |
| США, Music Vendor, Country Hit Parade                       | 1              | [ 19 ] |
| Канада, CHUM AM, CHUM Chart                                 | 5              | [ 20 ] |

Ежегодные чарты
| Чарт (1958)                                               | Позиция | Прим.  |
| --------------------------------------------------------- | ------- | ------ |
| США, Billboard, Chart Toppers of 1958 — Country & Western | 3       | [ 21 ] |
| США, Cash Box, Top Records of 1958 — Top Country Singles  | 3       | [ 22 ] |
| США, Music Vendor, The Top 50 C&W Records of 1958         | 7       | [ 23 ] |
| Канада, CHUM AM / Рон Холл, CHUM Chart — Yearly Rank      | 84      | [ 20 ] |

## Полезные ссылки
- «Guess Things Happen That Way» — пародийная версия Homer & Jethro (аудио) на YouTube

## Комментарии
1. ↑  Ежегодный чарт составлен исследователем чартов CHUM Роном Холлом на основе данных из еженедельных чартов CHUM. Официальные ежегодные чарты CHUM начали публиковаться только с января 1964 года (по итогам 1963-го).